# Mișcarea unui proiectil

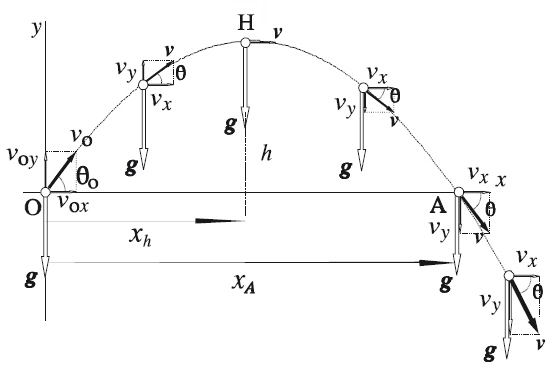
Schema unei mişcări balistice

Exemple de traiectorii balistice

În balistică, mișcarea proiectilelor este studiată pentru a se cunoaște traiectoria acestora.
Acest tip de mișcare este asimilat în fizică prin modelul de mișcare curbilinie de accelerație constantă a unei particule aruncate oblic în aer.
Pentru studiul acestei mișcări se presupune pentru început că frecarea cu aerul este neglijabilă.
Se alege axa de referință Oy îndreptată vertical în sus.
Traiectoria mobilului este dată de ecuațiile parametrice:
{\displaystyle x=v_{0}t\cos \theta _{0}}
{\displaystyle y=v_{0}t\sin \theta _{0}-{\frac {1}{2}}gt^{2},}
unde
- {\displaystyle x,y=} coordonatele mobilului;
- {\displaystyle v_{0}=} modulul vitezei inițiale {\displaystyle {\vec {v}}_{0}} de aruncare;
- {\displaystyle \theta _{0}=} unghiul format de {\displaystyle {\vec {v}}_{0}} cu orizontala;
- {\displaystyle g=} accelerația gravitațională terestră.